# Carlos Ramos Núñez
Carlos Augusto Ramos Núñez (Arequipa, 15 de septiembre de 1960-Lima, 21 de septiembre de 2021) fue un jurista, escritor e historiador del derecho peruano. Su producción bibliográfica en el campo de la historia del derecho encerró la memoria jurídica del Perú de los siglos XIX y XX. Fue director de la Academia de la Magistratura del Perú en 2004.
Fue elegido magistrado del Tribunal Constitucional del Perú para el período 2014-2019 por el Congreso de la República, en donde, por unanimidad, fue designado director general del Centro de Estudios Constitucionales, órgano académico del Tribunal Constitucional.

## Biografía
Nació en Arequipa el 15 de septiembre de 1960, hijo del historiador puneño Augusto Ramos Zambrano y sobrino materno del pintor arequipeño Teodoro Núñez Ureta. Hizo sus estudios primarios en el Colegio San Juan Bautista y la Gran Unidad Escolar San Carlos, ambos de Puno, finalizando los secundarios en el Colegio La Salle de Arequipa.

### Estudios
Siguió estudios de literatura en la Universidad Nacional de San Agustín y de derecho en la Universidad Católica de Santa María, de la que se graduó en 1984. Formó parte de la primera promoción de la maestría en derecho civil de la Pontificia Universidad Católica del Perú en 1987, bajo la asesoría de Fernando de Trazegnies preparó la tesis "Toribio Pacheco, jurista peruano del siglo XIX", que publicó el Fondo editorial de la PUCP en 1993. 
En 1992 ganó una beca a Italia para estudiar en la Universidad La Sapienza de Roma, y con el patrocinio del profesor Sandro Schipani, participó en proyectos de investigación para la Universidad Tor Vergata de Roma hasta 1995. En Lima obtuvo el grado de Doctor en Derecho en la PUCP, sustentando en 1999 la tesis "Las columnas de la ley: Historia Social del Derecho Peruano. Siglos XIX y XX".

### Trayectoria profesional
Luego de una etapa previa como docente universitario, en 1990 asumió la dirección general de asesoría de la Biblioteca Nacional del Perú, siendo director el historiador cuzqueño José Tamayo Herrera. Fue docente de la Universidad Nacional Federico Villarreal en 1992, de la Pontificia Universidad Católica del Perú y la Universidad de Lima en 1993, reasumiendo el cargo en la PUCP en 1996 al regresar de Italia, país donde recibió el encargo de la Unión Latina para elaborar el ensayo "El código napoleónico y su influencia en el Perú", que evolucionaría en el libro El código napoleónico y su recepción en América Latina, publicado por el Fondo editorial de la PUCP en 1997; incursiona en la teoría del derecho publicando el libro Codificación, tecnología y post modernidad, que genera controversia al anunciar el fin de la codificación como método de organización de las nomas legales, contrario a los juristas del derecho positivo que son renuentes a aceptar la crisis del sistema en una coyuntura asediada por una lluvia de leyes especiales, la crisis del libro y la globalización.
En el año 1999 es invitado por Michael Stolleis, como investigador visitante, al Instituto Max Planck de Historia del Derecho Europeo con sede en Fráncfort (Alemania), siendo visitante regular. En 2000, a iniciativa del profesor Bartolomé Clavero, fue nombrado profesor visitante de la Universidad de Sevilla, comenzando la saga de Historia del Derecho Civil Peruano (siglos XIX y XX). En 2001 es incorporado como investigador visitante a la Robbins Collection de la Facultad de Leyes de la Universidad de Berkeley (USA). Luego la PUCP decide auspiciar la edición completa de la colección Historia del Derecho Civil Peruano, obra proyectada en 12 volúmenes.
En 2004 fue nombrado director de la Academia de la Magistratura del Perú y miembro de la Asociación Andrés Bello de Juristas Franco Latinoamericanos. En 2005 representó al Perú, país invitado de honor ese año, en la Feria Internacional del Libro de Guadalajara, completando, con Roberto Mac Lean y Marcial Rubio, tres generaciones distintas de juristas peruanos. En 2006 fue incorporado como Miembro de Número a la Academia Peruana del Derecho y a la Academia Nacional de Historia del Perú. En 2007 fue profesor visitante de la Universidad San Judas Tadeo de São Paulo (Brasil) y la Universidad de París I Panthéon-Sorbonne (Francia) para la Cátedra de la Américas, en 2008 fue profesor visitante de la Universidad del Museo Social Argentino de Buenos Aires, además, es nombrado miembro de la Comisión Consultiva de la Academia de la Magistratura del Perú y miembro fundador del Instituto Latino Americano de Historia del Derecho. En 2009 fue investigador del Instituto de Estudios Hispanoamericanos de España, además, fue declarado Huésped Ilustre de la ciudad de Quito (Ecuador).
En el 2010 fue nombrado Académico Correspondiente de la Real Academia de la Historia de Madrid (España), Miembro Correspondiente de la Academia de Derecho y Ciencias Sociales de Córdoba (Argentina) y del Instituto de Historia del Derecho y de las Ideas Políticas Roberto I. Peña de Córdoba (Argentina), desde ese año dicta cátedra en el doctorado en derecho de la Universidad de Buenos Aires, además, de continuar como investigador visitante de la Universidad de Berkeley, y profesor de la Escuela de Postgrado de la Universidad Nacional Mayor de San Marcos y la Pontificia Universidad Católica del Perú, donde mantiene la calidad de investigador. En junio del 2010 postuló al Tribunal Constitucional del Perú, pero luego de una apretada votación en el Congreso de la República, no fue elegido (con 78 votos de 81 requeridos), desencadenando la protesta de las bancadas de oposición al gobierno tras accidentada sesión. En febrero del 2011 fue nombrado subdirector del Instituto Riva-Agüero, miembro del directorio de la Escuela Judicial del Mercosur y, junto con Vicente Ugarte del Pino y Fernando de Trazegnies, Miembro Correspondiente del Instituto de Investigaciones de Historia del Derecho de Buenos Aires. Desde diciembre del 2012 es miembro del Consejo Consultivo del Indecopi y Coordinador del Grupo Peruano de Historia del Derecho y de la Justicia.
En enero de 2016, la reconocida Colección "Reflexiones sobre derecho latinoamericano", del doctorado de la Universidad de Buenos Aires (Argentina), que reúne trabajos de investigadores de diversos países, le dedicó su volumen XXI.
El noviembre de 2016 la Biblioteca Regional Mario Vargas Llosa de Arequipa publicó el primer volumen de su libro Ius Commune. Libros y juristas en la Biblioteca de La Recoleta. Siglos XVI y XVII. Catálogo y estudio preliminar, que rescata del olvido las obras jurídicas del repositorio recoleto.
Fue miembro de la Comisión de Venecia en representación del Estado peruano.

### Magistrado del Tribunal Constitucional
El 21 de mayo de 2014 es elegido magistrado del Tribunal Constitucional del Perú para el período 2014-2019 por el Congreso de la República por 119 votos a favor, 0 en contra y 3 abstenciones, oficializándose su designación mediante Resolución Legislativa N.º 009-2013-2014-CR, publicada en el diario oficial El Peruano al día siguiente. Y es al mismo tiempo, director general de su órgano académico, el Centro de Estudios Constitucionales.
Un fallo dictado por el Tribunal Constitucional el 8 de noviembre de 2016, cuyo ponente fue el magistrado Carlos Ramos Núñez, ganó el Premio Sentencias 2017 «Acceso a la Justicia de Personas Migrantes o Sujetas de Protección Internacional», que destaca las sentencias emitidas por todos los órganos jurisdiccionales de América en materia de migraciones.

## Reconocimientos
Ha sido distinguido como doctor honoris causa en la
- Universidad Católica de Santa María de Arequipa[28]
- Universidad Nacional de San Agustín de Arequipa[29]
- Universidad de Huánuco[30]
- Universidad Privada San Pedro
- Universidad José Carlos Mariátegui
- Universidad Andina Néstor Cáceres Velásquez.[31]
- Universidad Nacional Pedro Ruiz Gallo
- Universidad Privada de Tacna
- Universidad Privada Antenor Orrego[32]
- Universidad Nacional del Altiplano de Puno, 2017.[33]
- Universidad de Chiclayo.[34]

También es Profesor Honorario de diversas universidades.
Permiso y condecoraciones:
- Premio internacional Ricardo Zorraquín Becú por la mejor obra de historia del derecho en lengua ibérica del trienio 2001-2004,[37][38]
- Premio Pontificia Universidad Católica del Perú de Investigación 2006 por el tomo V de Historia del Derecho Civil Peruano (s.XIX y XX)
- Premio Francisco García Calderón otorgado por el Colegio de Abogados de Arequipa
- Condecoración "Vicente Morales y Duárez" otorgada por el Ilustre Colegio de Abogados de Lima en diciembre del 2011.[39]
- Premio Manuel J. Bustamante de la Fuente, como reconocimiento a la trayectoria académica y profesional en el campo del Derecho, en diciembre del 2012.[40]
- Medalla “José León Barandiarán” de la Facultad de Derecho y Ciencias Políticas de la Universidad Nacional Mayor de San Marcos.
- Medalla "Francisco García Calderón" por el Ilustre Colegio de Abogados de Lima.

## Producción bibliográfica
- 2019: Historia del derecho peruano. Palestra Editores. ISBN: 978-612325097-3
- 2018: La historia no es justiciable: el tradicionista y los héroes de barro. REVISTA IUS, [S.l.], v. 13, n. 43, nov. 2018. ISSN 1870-2147. Disponible en: <http://revistaius.com/index.php/ius/article/view/469>. Fecha de acceso: 15 dic.
- 2018: El positivismo contra el jurado: las élites y el miedo a la democratización de la justicia. En Thêmis. Revista de Derecho, N.º 73.
- 2018: Justicia profana. El jurado de imprenta en el Perú. Fondo Editorial de la Pontificia Universidad Católica del Perú. ISBN: 9786123173784
- 2018: La letra de la ley. Historia de las constituciones del Perú. Centro de Estudios Constitucionales del Tribunal Constitucional. ISBN: 978-612-45731-1-8
- 2018: Cómo hacer una Tesis de Derecho y no envejecer en el intento. Grupo Editorial Lex & Iuris. ISBN 978-612-433-415-3
- 2016: Ius Commune. Libros y juristas en la biblioteca de La Recoleta. Siglos XVI y XVII. Catálogo y estudio preliminar. Vol. I - biblioteca Regional Mario Vargas Llosa de Arequipa - Depósito Legal N.º 2016-16295.
- 2015: La ley y justicia en el oncenio de Leguía - FE-PUCP - ISBN 978-612-317-109-4
- 2014: La ley, la palabra y la vida - Legisprudencia.pe - ISBN 978-612-46603-6-8
- 2014: Collana di testi e studi ispanici. III Studi ispanici - (Derecho y literatura hispánica: "La justicia y los jueces en el Sueño del celta de Mario Vargas Llosa") - Fabrizio Serra Editore
- 2014: El derecho y la pasión. Un jurista en tiempos del Facebook - Legisprudencia.pe - ISBN 978-612-46603-3-7
- 2014: Cultura jurídica, proceso y hombres del foro - Fundación Manuel J. Bustamante de la Fuente - ISBN 978-612-46700-0-8
- 2013: Derecho, tiempo e historia. Discursos académicos - Legisprudencia.pe - ISBN 978-612-46603-0-6
- 2013: El Indecopi a sus veinte años: La Historia de una innovación - Indecopi - ISBN 978-9972-664-31-1
- 2011: Historia del Derecho Civil Peruano (siglos XIX y XX). Tomo VII. «La dogmática en triunfo» - FE-PUCP - ISBN 978-9972-42-982-8
- 2011: Cómo hacer una tesis de derecho y no envejecer en el intento - 2.ª edición, Editora Jurídica Grijley - ISBN 978-9972-04-342-0
- 2011: Historia del Derecho Civil Peruano (siglos XIX y XX). Tomo VI. «El código de 1936». Vol.3: «El bosque institucional» - FE-PUCP - ISBN 978-9972-42-951-4
- 2009: Historia de la Facultad de Derecho de la PUCP - Crónicas de Claustro - FE-PUCP - ISBN 978-9972-42-910-1
- 2009: Historia del Derecho Civil Peruano (siglos XIX y XX). Tomo VI. «El código de 1936». Vol. 2: «La génesis y las fuentes» - FE-PUCP - ISBN 978-9972-42-878-4
- 2009: Jorge Basadre: Historiador del derecho y comparatísta - 2.ª edición, Editora Jurídica Grijley - ISBN 978-9972-04-243-0
- 2008: Historia de la Corte Suprema de Justicia del Perú - Fondo Editorial del Poder Judicial.
- 2008: Toribio Pacheco, jurista peruano del siglo XIX - 2.ª edición, FE-PUCP - ISBN 978-9972-832-33-8
- 2007: La pluma y la ley. Abogados y jueces en la narrativa peruana - Fondo Editorial de la Universidad de Lima - ISBN 978-9972-45-198-0
- 2006: Historia del Derecho Civil Peruano (siglos XIX y XX). Tomo VI. «El código de 1936». Vol. 1: «Los artífices» - FE-PUCP - ISBN 9972-42-780-3
- 2006: Historia del Derecho Civil Peruano (siglos XIX y XX). Tomo V. «Los signos del cambio». Vol. 2: «Instituciones» - FE-PUCP - ISBN 9972-42-741-2
- 2005: Historia del Derecho Civil Peruano (siglos XIX y XX). Tomo V. «Los signos del cambio». Vol. 1: «Los repertorios y periodismo» - FE-PUCP - ISBN 9972-42-741-2
- 2004: Jorge Basadre, historiador del Derecho - 1.ª edición, Editorial San Marcos - ISBN 9972-34-055-4
- 2003: Una benefactora social en el siglo XX: Ignacia R. Vda. de Canevaro - El Bosque Editorial.
- 2003: Historia del Derecho Civil Peruano (siglos XIX y XX). Tomo IV. «Legislación, abogados y exégetas» - FE-PUCP - ISBN 9972-42-556-8
- 2002: Historia del Derecho Civil Peruano (siglos XIX y XX). Tomo III. «Los jurisconsultos: El Murciélago y Francisco García Calderón» - FE-PUCP - ISBN 9972-42-467-7
- 2001: Historia del Derecho Civil Peruano (siglos XIX y XX). Tomo II. «La codificación del siglo XIX: Los códigos de la confederación y el código civil de 1852» - ISBN 9972-42-392-1
- 2000: Cómo hacer una tesis de derecho y no envejecer en el intento - 1.ª edición, Editorial Gaceta Jurídica.
- 2000: Historia del Derecho Civil Peruano. (siglos XIX y XX). Tomo I. «El orbe jurídico ilustrado y Manuel Lorenzo de Vidaurre» - FE-PUCP - ISBN 9972-72-618-1
- 2000: Codificación, Tecnología y Postmodernidad. La muerte de un paradigma - FE-PUCP - ISBN 9972-42-181-1
- 1997: El Código Napoleónico y su recepción en América Latina - FE-PUCP - ISBN 9972-42-003-5
- 1996: Codificación, Tecnología y Postmodernidad. La muerte de un paradigma - Ara Editores - ISBN 9972-626-02-7
- 1993: Toribio Pacheco, jurista peruano del siglo XIX - FE-PUCP.
- 1990: Acerca del divorcio. (colección de ensayos) - FE- PUCP.

### Coautor
- 2019:  Crónicas de Claustro: 100 años de Historia de la Facultad de Derecho PUCP. En coautoría con Hans Enrique Cuadros Sánchez.
- 2017: Trinidad María Enríquez. Una abogada en los Andes (en coautoría con Martín Baigorria Castillo). Segunda edición. Legis.pe. ISBN 978-612-46603-7-5.
- 2016: Abolición de la esclavitud en el constitucionalismo del siglo XIX: Colombia, Chile, Perú y Portugal. Editorial Jurídica de Chile. Coautores: Carlos Ramos Núñez (Perú), Jacqueline Blanco (Colombia), Eric Eduardo Palma (Chile), Cristina Nogueira da Silva (Portugal).
- 2008: Historia del Palacio Nacional de Justicia. Dos Perspectivas, (en colaboración con José Gálvez Montero) - Fondo Editorial del Poder Judicial.
- 2005: Trinidad María Enríquez - una abogada en los Andes, (en colaboración con Martín Baigorria Castillo) - Palestra Editores - ISBN 9972-733-99-8